# Pasquale Ferrara
Pasquale Ferrara (San Felice a Cancello, 26 luglio 1950 – San Felice a Cancello, 11 aprile 2023) è stato un politico italiano.